# Francisco Canaro
Francisco Canaro (San José de Mayo, 26 de novembro de 1888 — Buenos Aires, 14 de dezembro de 1964) foi um violinista uruguaio-argentino e líder de orquestra de tango. Também era conhecido pelo epíteto "Pirincho".

## Infância e juventude
Seus pais foram os imigrantes italianos Francesco Canaro e Raffaella Gatto, de cujo matrimônio nasceram dez filhos. Com os seus irmãos Rafael e Juan começaram desde muito cedo a trabalhar para poderem superar as dificuldades econômicas da família.
Desde pequeno sentia uma inclinação especial para a música, e tinha uma boa voz, tanto que, nos grupos corais do seu bairro ele era um grande solista. Porém, despertou a sua vocação musical, quando juntamente com um vizinho, sapateiro de profissão "Don Chicho" que tocava guitarra, lhe começou a ensinar os primeiros acordes musicais. Com dedicação e empenho Francisco aprendeu todos os tons de guitarra e em pouco tempo começou a poder acompanhar os amigos do bairro que tocavam bandolim e violino. Ganhou tão grande prática que começou a ser chamado para tocar serenatas e em bailes familiares, onde era proibido tocar tango.

## Carreira musical
Em 1906, estreou-se com o seu conjunto típico composto de bandolim, violino e guitarra, numa aldeia perto de Buenos Aires. Este trio era composto de Francisco Canaro no violino, Martín Arrevillaga no bandolim e Rodolfo Duclós na guitarra.
Em 1910, integrou-se no Grupo de Vicente Greco. Logo formou um novo trio com o bandoneonista Pedro Polista e o pianista José Martinez. Com o passar do tempo este trio foi a base da sua primeira orquestra "Pirincho" e juntou-se Rafael Rinaldi como segundo violino e Leopoldo Thompson em contrabaixo.

### As orquestras
Em 1915, Canaro começou a gravar. O seu nome era um dos mais importantes do gênero. Nessa época formou três orquestras e pôs os seus irmãos à frente de cada uma delas, mas sob o seu controle.
Em 1917, associou-se a Roberto Firpo para atuar no Teatro Colón de Rosário, Santa Fé.
Em 1925, fez a sua primeira viagem à Europa, e atuou com extraordinário sucesso em Paris. Desde então multiplicaram-se as atuações e estenderam-se aos Estados Unidos da América e Japão.

### Comédias musicais e cinema
Francisco Canaro foi também o impulsionador das comédias musicais com o poeta Ivo Pelay.
Mesmo assim, continuou a sua carreira diversificada e tornou-se produtor de cinema. Este foi o seu ponto forte.
Em 1940 naturalizou-se argentino, segundo ele, em gratidão a tudo o que a Argentina lhe tinha dado.
Como compositor, Canaro deixou mais de trezentas obras das quais se destaca: "Nueve puntos", "Sentimento gaúcho", "El halcón negro", "El polito", "La ultima copa", "Madressilva" e "tiempos viejos" entre outros.
Francisco Canaro morreu em 14 de dezembro de 1964 em Buenos Aires.